# Калайджич, Радивое
Радивое Калайджич (серб. Радивое Каладжич; 27 июля 1991) — американский профессиональный боксёр, сербского происхождения, выступающий в полутяжёлой весовой категории.
Среди профессионалов бывший претендент на титул чемпиона мира по версии IBF (2019) в полутяжёлом весе.
Лучшая позиция по рейтингу BoxRec — 33-я (сентябрь 2023) и является 6-м среди американских боксёров в полутяжёлой весовой категории, — входя в ТОП-35 лучших полутяжеловесов всего мира.

## Биография
Родился в Зенице, Социалистическая Республика Босния и Герцеговина (в то время СФРЮ), его семья бежала от войны в Боснии и Герцеговине в 1992 году сначала в Биелину в Республике Сербской, а затем в Чачак в Сербии, а через 7 лет в 1998 году в качестве беженцев они переехали в Соединенные Штаты, в город Санкт-Петербург, штат Флорида.
Его отец Марко занимался боксом в юности, а в 14 лет он сам начал заниматься боксом в спортзале Флориды. Он носит сербский триколор и надпись «SRB» на шортах. Он носит татуировки православной иконографии.

## Профессиональная карьера
В 2011 году Калайджич дебютировал в профессиональном боксе.
18 октября 2013 года Калайджич победил легенду полутяжелого веса Отиса Гриффина всего за 1 раунд.
Он был чемпионом по версии IBU в 2014 году.
Его трехсекундный нокаут Фабио Гарридо 13 ноября 2015 года был встречен критикой. С 2015 года он входит в промоутерскую команду Лу ДиБеллы.
16 апреля 2016 года Калайджич впервые в своей карьере проиграл в бою за титул чемпиона США по версии WBC весьма спорным решением судей Маркусу Браун.

## Статистика профессиональных боёв
В таблице перечислены результаты всех поединков боксёров.
В каждой строке указан результат поединка. Дополнительно номер поединка обозначен цветом, который обозначает итог поединка. Расшифровка обозначений и цветов представлена в нижеследующей таблице.
| Пример | Расшифровка                     |
| ------ | ------------------------------- |
|        | Победа                          |
|        | Ничья                           |
|        | Поражение                       |
|        | Планируемый поединок            |
|        | Поединок признан несостоявшимся |
| КО     | Нокаут                          |
| ТКО    | Технический нокаут              |
| PTS    | Решение судей (по очкам)        |
| UD     | Единогласное решение судей      |
| MD     | Решение большинства судей       |
| SD     | Раздельное решение судей        |
| RTD    | Отказ от продолжения боя        |
| DQ     | Дисквалификация                 |
| NC     | Поединок признан несостоявшимся |

| 32 поединков, 29 побед (21 нокаутом), 3 поражения. | 32 поединков, 29 побед (21 нокаутом), 3 поражения. | 32 поединков, 29 побед (21 нокаутом), 3 поражения. | 32 поединков, 29 побед (21 нокаутом), 3 поражения. | 32 поединков, 29 побед (21 нокаутом), 3 поражения.        | 32 поединков, 29 побед (21 нокаутом), 3 поражения. | 32 поединков, 29 побед (21 нокаутом), 3 поражения.                                                       |
| Бой                                                | Рекорд                                             | Дата                                               | Соперник                                           | Место боя                                                 | Результат                                          | Данные о бое                                                                                             |
| -------------------------------------------------- | -------------------------------------------------- | -------------------------------------------------- | -------------------------------------------------- | --------------------------------------------------------- | -------------------------------------------------- | --- |
| 32                                                 | 29-3                                               | 3 августа 2024                                     | Дэвид Моррель (10-0)                               | BMO Stadium, Лос-Анджелес, Калифорния, США                | UD 12                                              | Счёт: 118-110 и 117-111 (дважды). Бой за вакантный титул чемпиона мира в полутяжёлом весе по версии WBA. |
| 31                                                 | 29-2                                               | 24 марта 2024                                      | Салливан Баррера (22-4)                            | Whitesands Events Center, Плант-Сити, Флорида, США        | TKO 8 (10), 2:31                                   | |
| 30                                                 | 28-2                                               | 6 сентября 2023                                    | Майкл Эллисон (14-4)                               | Whitesands Events Center, Плант-Сити, Флорида, США        | TKO 8 (10), 1:35                                   | |
| 29                                                 | 27-2                                               | 14 мая 2022                                        | Эрнест Амузу (26-6)                                | USF Sundome, Тампа, Флорида, США                          | TKO 2 (8), 2:16                                    | |
| 28                                                 | 26-2                                               | 18 декабря 2021                                    | Гильермо Рубен Андино (15-6)                       | Estadio Jesus Capi Correa, Сан-Мигель-де-Альенде, Мексика | TKO 2 (8), 2:09                                    | |
| 27                                                 | 25-2                                               | 21 ноября 2020                                     | Денис Грачёв (20-10-1)                             | Bryan Glazer Family JCC, Тампа, США                       | UD 8                                               | |
| 26                                                 | 24-2                                               | 4 мая 2019                                         | Артур Бетербиев (13-0)                             | Stockton Arena, Стоктон, Калифорния, США                  | KO 5 (12), 0:13                                    | Бой за титул чемпиона мира по версии IBF (2-я защита Бетербиева) в полутяжёлом весе.                     |
| 25                                                 | 24-1                                               | 10 октября 2018                                    | Алекс Теран (20-2)                                 | Bryan Glazer Family JCC, Тампа, США                       | KO 1 (8), 1:11                                     | |
| 24                                                 | 23-1                                               | 21 июля 2018                                       | Брэд Остин (13-28)                                 | Florida State Fairgrounds, Тампа, США                     | TKO 1 (8), 2:45                                    | |
| 23                                                 | 22-1                                               | 23 сентября 2016                                   | Трэвис Петеркин (16-0-1)                           | Buffalo Casino, Майами, Оклахома, США                     | TKO 5 (10), 1:32                                   | |
| 22                                                 | 21-1                                               | 16 апреля 2016                                     | Маркус Браун (17-0)                                | Барклайс-центр, Бруклин, Нью-Йорк, США                    | SD 8                                               | Счёт: 76-74, 75-76, 74-76. Бой за вакантный титул чемпиона США по версии WBC (USNBC) в полутяжёлом весе. |
| 21                                                 | 21-0                                               | 13 ноября 2015                                     | Фабио Гарридо (28-4-1)                             | Beau Rivage Resort & Casino, Билокси, США                 | KO 1 (8)                                           | |
| 20                                                 | 20-0                                               | 10 октября 2015                                    | Жилберто Матеус Домингос (21-3)                    | Florida Orange Event Center, Лейклэнд, США                | TKO 1 (8), 1:32                                    | |
| 19                                                 | 19-0                                               | 2 мая 2015                                         | Уильям Джонсон (10-39-2)                           | Hard Rock Casino, Билокси, США                            | UD 6                                               | |
| 18                                                 | 18-0                                               | 13 марта 2015                                      | Ларри Прайор (9-10)                                | A La Carte Event Pavilion, Тампа, США                     | TKO 4 (8), 1:53                                    | |
| 17                                                 | 17-0                                               | 3 октября 2014                                     | Райко Сондерс (23-24-2)                            | A La Carte Event Pavilion, Тампа, США                     | UD 6                                               | |
| 16                                                 | 16-0                                               | 29 марта 2014                                      | Лайонелл Томпсон (15-2)                            | The Ballroom, Boardwalk Hall, Атлантик-Сити, США          | SD 8                                               | |
| 15                                                 | 15-0                                               | 14 февраля 2014                                    | Самсон Оньянго (20-7)                              | Doubletree Westshore Hotel, Тампа, США                    | KO 1 (8)                                           | |
| 14                                                 | 14-0                                               | 23 ноября 2013                                     | Чарльз Хейворд (9-6)                               | Jefferson High School, Тампа, США                         | TKO 1 (8), 1:33                                    | |
| 13                                                 | 13-0                                               | 18 октября 2013                                    | Отис Гриффин (24-13-2)                             | Doubletree Westshore Hotel, Тампа, США                    | TKO 1 (10), 1:49                                   | |
| 12                                                 | 12-0                                               | 12 июля 2013                                       | Донта Вудс (8-1)                                   | A La Carte Event Pavilion, Тампа, США                     | TКО 2 (6), 2:49                                    | |
| 11                                                 | 11-0                                               | 27 апреля 2013                                     | Деннис Шарп (17-11-4)                              | Benton Convention Center, Уинстон-Сейлем, США             | КО 1 (6), 1:16                                     | |
| 10                                                 | 10-0                                               | 4 января 2013                                      | Гровер Янг (7-7-1)                                 | Magic City Casino, Майами, США                            | UD 6                                               | |
| 9                                                  | 9-0                                                | 9 ноября2012                                       | Сабу Баллогу (8-6)                                 | A La Carte Event Pavilion, Тампа, США                     | TКО 3 (6), 2:29                                    | |
| 8                                                  | 8-0                                                | 14 сентября 2012                                   | Шеннон Андерсон (4-2)                              | A La Carte Event Pavilion, Тампа, США                     | КО 1 (6), 1:36                                     | |
| 7                                                  | 7-0                                                | 18 августа 2012                                    | Джеррод Колдуэлл (2-0-1)                           | Doubletree Miamimart Hotel, Майами, США                   | TKO 1 (6), 1:49                                    | |
| 6                                                  | 6-0                                                | 1 июня 2012                                        | Марк Сандерс (3-3-1)                               | A La Carte Event Pavilion, Тампа, США                     | UD 6                                               | |
| 5                                                  | 5-0                                                | 10 февраля 2012                                    | Элисео Дуразо (4-0)                                | A La Carte Event Pavilion, Тампа, США                     | UD 4                                               | |
| 4                                                  | 4-0                                                | 7 января 2012                                      | Перси Гивенс (1-0)                                 | Westin Diplomat Resort, Голливуд, США                     | TKO 1 (4), 2:08                                    | |
| 3                                                  | 3-0                                                | 18 ноября 2011                                     | Ричмонд Далфон (3-6-3)                             | Miami Airport Convention Center, Майами, США              | TKO 3 (4), 2:35                                    | |
| 2                                                  | 2-0                                                | 9 сентября 2011                                    | Марлон Фарр (дебют)                                | A La Carte Event Pavilion, Тампа, США                     | KO 1 (4), 1:30                                     | |
| 1                                                  | 1-0                                                | 3 июня 2011                                        | Ньянту Боло (1-0)                                  | A La Carte Event Pavilion, Тампа, США                     | KO 1 (4), 0:34                                     | |
| Бой                                                | Рекорд                                             | Дата                                               | Соперник                                           | Место боя                                                 | Результат                                          | Данные о бое                                                                                             |